# Lanzhousaure
El lanzhousaure (Lanzhousaurus) és un gènere de dinosaure descobert l'any 2005. El lanzhousaure va viure en la regió de Gansu del que avui en dia és la Xina durant el Cretaci inferior. Es va recuperar un esquelet parcial. L'espècie tipus, descrita per You, Ji i Li, és el Lanzhousaurus magnidens.
D'aquest dinosaure destaquen les enormes dents que presentava, entre les més grans per a qualsevol criatura herbívora que hagi existit mai, fet que indica que era un iguanodont. La mandíbula, superior al metre de longitud, suggereix la gran mida del lanzhousaure.